# Companhia São Geraldo de Viação
A Companhia São Geraldo de Viação, conhecida nacionalmente pelo nome São Geraldo, foi uma empresa de transportes rodoviários brasileira fundada no ano de 1957 na cidade de Caratinga, Minas Gerais. Na década de 80, a empresa transferiu-se para a capital Belo Horizonte.
A empresa foi propriedade da Gontijo de 2003 até setembro de 2015, quando a Agência Nacional de Transportes Terrestres (ANTT) autorizou a incorporação definitiva da São Geraldo pelo Grupo Gontijo, dando início ao seu processo gradual de extinção. Na época do anúncio do fim da marca pela Gontijo, a São Geraldo percorria cerca de 95 milhões de quilômetros por ano e atendia 17 estados brasileiros.
Alguns de seus antigos sócios agora atuam no transporte urbano de Salvador nas empresas Transol, Modelo e São Cristóvão e outros agora são acionistas da Viação Riodoce.

## História
Depois de comprar a empresa de transportes Rodrigues Teixeira & Cia. Ltda., um grupo de amigos em Caratinga cria a então Empresa de Viação São Geraldo. Após alguns anos de atividades, a empresa foi repassada na década de 60 por outro grupo de empreendedores liderados pelo Sr. Benito Porcaro. Posterior a isso a empresa mudou sua razão social para Companhia São Geraldo de Viação e passou por um amplo processo de crescimento se tornando uma das principais operadoras de ônibus do país.
Começando a operar cada vez mais linhas a partir de então, a São Geraldo foi pioneira no esquema de revezamento de motoristas em rotas de longas distâncias. A empresa chegava a bater de frente até mesmo com a gigante Itapemirim.

Antigo Monobloco O-355 Mercedes-Benz da São Geraldo

No início da década de 1980, após cisão parcial, sua sede foi transferida para Belo Horizonte,a capital mineira. Em julho de 2003 a empresa lança em alguns de seus veículos a TV Santo Forte, onde aparelhos televisores eram instalados no interior dos ônibus transmitindo algumas atrações da Rede Globo na época. 

Ônibus executivo da empresa com o serviço da TV Santo Forte.

 No fim do mesmo ano, a empresa é adquirida pela rival Gontijo numa negociação marcada como a maior da história dos transportes terrestres até então. A compra foi concluída em 2004.
No dia 15 de setembro de 2015, a ANTT autorizou a incorporação da São Geraldo pelo Grupo Gontijo. Pouco a pouco, os ônibus da São Geraldo tiveram o nome da empresa retirados de suas latarias para serem substituídos pela da marca Gontijo decretando assim o fim gradativo da SANGER (como era apelidada pelos usuários) depois de mais de 58 anos de história. Gradativamente os mesmos ônibus serão pintados com as cores da empresa.